# Nordmarka
Nordmarka est une région forestière qui se situe au nord de la ville d'Oslo, dans les communes d'Oslo, Hole, Jevnaker, Ringerike, Lunner et Nittedal, et fait partie de l'Oslomarka.

## Description
Située à 20 min du centre ville d'Oslo en métro (T-bane), la forêt sert de zone de loisir et offre une recréation précieuse pour un grand nombre d'habitants d'Oslo Elle est dotée d'un vaste réseau de chemins et sentiers, qui en hiver fait office de pistes de ski de fond entretenues par l'Association norvégienne de promotion du ski (en). Du côté de la ville, les points de départ les plus réputés sont Sognsvann, Frognerseteren et Maridalen, les deux premiers cités accessible en métro.
La société forestière Løvenskiold-Vækerø est propriétaire d'une grande partie du territoire sur lequel la forêt s'étend. Nordmarka se trouve à l'est de Krokskogen.

## Zones de conservation de la nature
- Zone de conservation du paysage de Blankvann
- Réserve naturelle de Kulpåsen
- Réserve naturelle de Langvassbrenna
- Réserve naturelle de Spålen-Katnosa

## Galerie

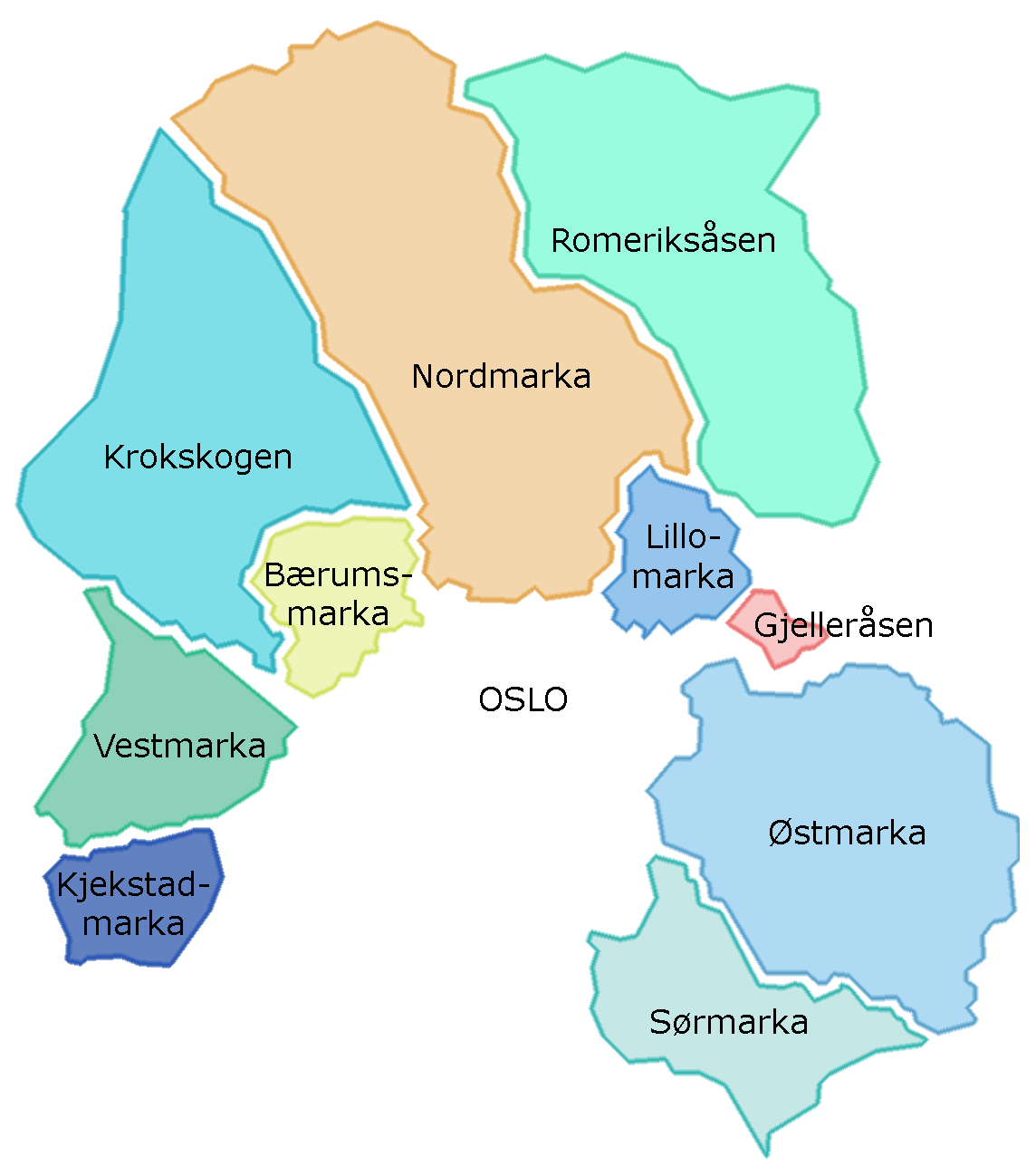
Les différentes zones de l'Oslomarka